# Апрілія
Апрілія (італ. Aprilia, вен. Aprilia) — місто та муніципалітет в Італії, у регіоні Лаціо,  провінція Латина.
Апрілія розташована на відстані близько 38 км на південь від Рима, 25 км на північний захід від Латини.
Населення — 72 496 осіб (2014).

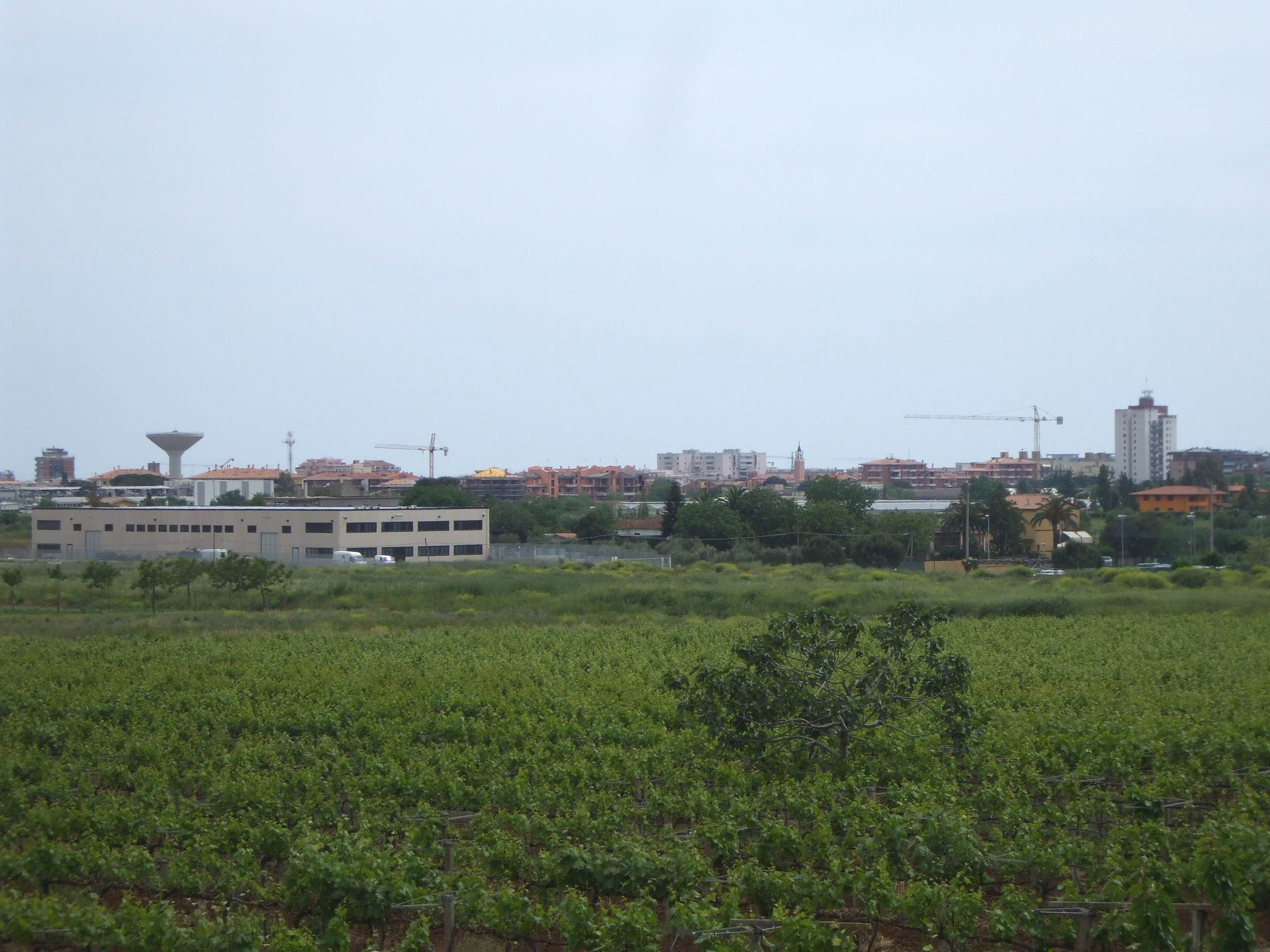

Щорічний фестиваль відбувається 29 вересня. Покровитель — святий Архангел Михаїл.

## Демографія
Населення за роками:

Станом на 1 січня 2023 року в муніципалітеті офіційно проживало 9526 іноземців з 107 країн, серед них 5317 громадян країн Євросоюзу та 190 громадян України.

## Сусідні муніципалітети
- Анціо
- Ардеа
- Аричча
- Чистерна-ді-Латіна
- Ланувіо
- Латина
- Неттуно
- Веллетрі

## Міста-побратими
- Мостардас, Бразилія (1996)
- Буя, Італія (1997)
- Монторіо-аль-Вомано, Італія (2000)
- Шакка, Італія (2003)
- Бен-Арус, Туніс (2003)
- Тульча, Румунія (2003)
- Чинголі, Італія (2004)